# Hans Wihlborg
Hans Ferdinand Wihlborg, född 10 mars 1916 i Malmö, död 20 november 2001 i Landskrona, var en svensk sångpedagog, sångare (tenor) och musikadministratör.
Wihlborg var 1939–1955 engagerad vid Kungliga teatern som sångare, repetitör, biträdande kormästare och lärare, samt medlem i Kvartetten Synkopen 1943–1948. Han tog musikpedagogiska examina i sång (1953) och piano (1954) vid Musikhögskolan i Stockholm. Därefter var han lärare vid Folkliga musikskolan (Ingesund) i Arvika 1955–1964, tillförordnad rektor där 1960–1964 och rektor 1965–1967. Han blev lärare vid Kungliga Musikhögskolan 1964 och ledde från 1974 sångpedagogklassen där. Han fick professors namn 1979. Från 1986 skrev han om musik i Nya Wermlands-Tidningen och Arvika Nyheter. Hans Wihlborg är begravd på Landskrona kyrkogård.

## Filmografi
- 1947 – En fluga gör ingen sommar
- 1949 – Sjösalavår